# Elección al Senado de los Estados Unidos en Vermont de 2018
La elección del Senado de los Estados Unidos en Vermont de 2018 se llevó a cabo el 6 de noviembre de 2018, junto con las elecciones para gobernador, la Cámara de Representantes y otras elecciones estatales y locales. El senador independiente titular Bernie Sanders fue reelegido para un tercer mandato. Las primarias se llevaron a cabo el 14 de agosto.

## Antecedentes
El senador independiente Bernie Sanders que lleva dos mandatos, fue reelegido con el 71% de los votos en 2012. Sanders, candidato a presidente en las primarias demócratas de 2016 y uno de los tres miembros independientes del Congreso, se describe a sí mismo como socialista democrático.
Sanders se ha sentado como senador con el Partido Demócrata desde que asumió el cargo en 2007 y es el presidente del Comité de Presupuesto. Tenía 77 años en 2018. Sanders se postuló para la nominación presidencial demócrata de 2016. Después de no poder ganar la nominación, anunció que se presentaría a la reelección para su escaño en el Senado en 2018.

## Independientes

### Candidatos
- Brad Peacock, agricultor[6]
- Bernie Sanders, senador titular de los estados unidos (miembro de la bancada del partido demócrata)[5]

### Apoyos

#### Bernie Sanders
Organizaciones:
- Democracy for America[7]
- J-Street[8]
- MoveOn[9]
- Rights and Democracy[10]
- Sierra Club[11]
- Our Revolution[12]

## Primarias Demócratas

### Candidatos

#### Nominado
- Bernie Sanders, senador titular de los Estados Unidos (declinó la nominación).[13]

#### Eliminado en primaria
- Folasade Adeluola, activista.[14]

#### No en el boleto
- Jon Svitavsky, activista de personas sin hogar.[14]

#### Retirado
- Al Giordano, periodista.[15]

### Resultados

Resultados por condado:

Los resultados fueron los siguientes:

Resultados por condado:

|  | 94.02 % |

|  | 5.56 % |

|  | 0.41 % |

|  | 100 % |

## Primarias Republicanas

### Candidatos

#### Nominado
- Lawrence Zupan, agente de real estate.[18]

#### Se retiró de la nominación
- H. Brooke Paige, ex director ejecutivo de Remmington News Service.

#### Eliminado en primaria
- Roque De La Fuente, empresario.[19]
- Jasdeep Pannu, abogado.[20]

#### Consideró su candidatura
- John MacGovern, exrepresentante de la Cámara de Representantes de Massachusetts y candidato al senado de los Estados Unidos en 2012.[21]
- Scott Milne, empresario, candidato a gobernador en 2014 y candidato al senado de los Estados Unidos en 2016.[21]

### Resultados
Los resultados fueron los siguientes:
|  | 37.47 % |

|  | 35.86 % |

|  | 17.30 % |

|  | 4.04 % |

|  | 5.33 % |

|  | 100 % |

### Posprimaria
H. Brooke Paige, quien también ganó las nominaciones republicanas para la Cámara de Representantes, el fiscal general del estado, el secretario de estado, el tesorero del estado y el auditor del estado, se retiró de todas las nominaciones, excepto de la de secretaria de estado el 24 de agosto, para permitir que el partido republicano nombrara a otros candidatos en su reemplazo. El partido republicano eligió a Lawrence Zupan, quien ocupó el segundo lugar en las primarias, para ser su candidato.

## Elección general

### Resultados
Sanders ganó la reelección con el 67,4% de los votos frente a otros ocho candidatos.
|  | 67.36 % |

|  | 27.44 % |

|  | 1.34 % |

|  | 1.01 % |

|  | 0.82 % |

|  | 0.73 % |

|  | 0.43 % |

|  | 0.41 % |

|  | 0.34 % |

|  | 0.11 % |